# 豊後諸島
豊後諸島（ぶんごしょとう）は、大分県中部から南部にかけての豊後水道に点在する島嶼群である。

## 概要
大分県の豊予海峡（速吸瀬戸）以南に延びる日豊海岸にはリアス式海岸が発達し、北から順に佐賀関半島、臼杵湾、長目半島、津久見湾、四浦半島、佐伯湾、鶴見半島、入津半島、米水津湾と、半島と湾とが交互に出入りしている。これらの湾内や半島の先などには多くの島が点在しており、総称して豊後諸島と呼ばれる。「豊後」は大分県の旧国名である。
これらの島嶼には豊かな自然が残されており、高島が瀬戸内海国立公園に、臼杵市の黒島以南の島嶼が日豊海岸国定公園や豊後水道県立自然公園に指定されている。
大分県では、豊後諸島の有人離島のうちで人口が比較的多い地無垢島、保戸島、大入島、大島、屋形島、深島と、県北部にある姫島とを対象に、離島振興計画を策定している。

## 豊後諸島を構成する島
- 大分市
  - 高島（無人島）
  - 牛島（無人島）
  - 蔦島（無人島）
- 臼杵市
  - 黒島
  - 津久見島
  - 三ッ子島（無人島）
- 津久見市
  - 黒島（無人島）
  - 地無垢島
  - 沖無垢島（無人島）
  - 仙水島（無人島）
  - 沖吉島（無人島）
  - 保戸島
  - 網代島（無人島）
- 佐伯市
  - 大入島
  - 竹ヶ島（無人島）
  - 彦島（無人島）
  - 片白島（無人島）
  - 八島（無人島）
  - 大島
  - 水ノ子島（無人島）
  - 横島（無人島）
  - 地黒島（無人島）
  - 沖黒島（無人島）
  - 屋形島
  - 深島[2]

これらの島嶼のうち、地無垢島と沖無垢島は総称して無垢島、地黒島と沖黒島は総称して黒島とも呼ばれる。臼杵市の黒島、津久見市の黒島、佐伯市の地黒島と沖黒島の総称である黒島は、それぞれ別の島である。なお、特記のない島は有人島である。

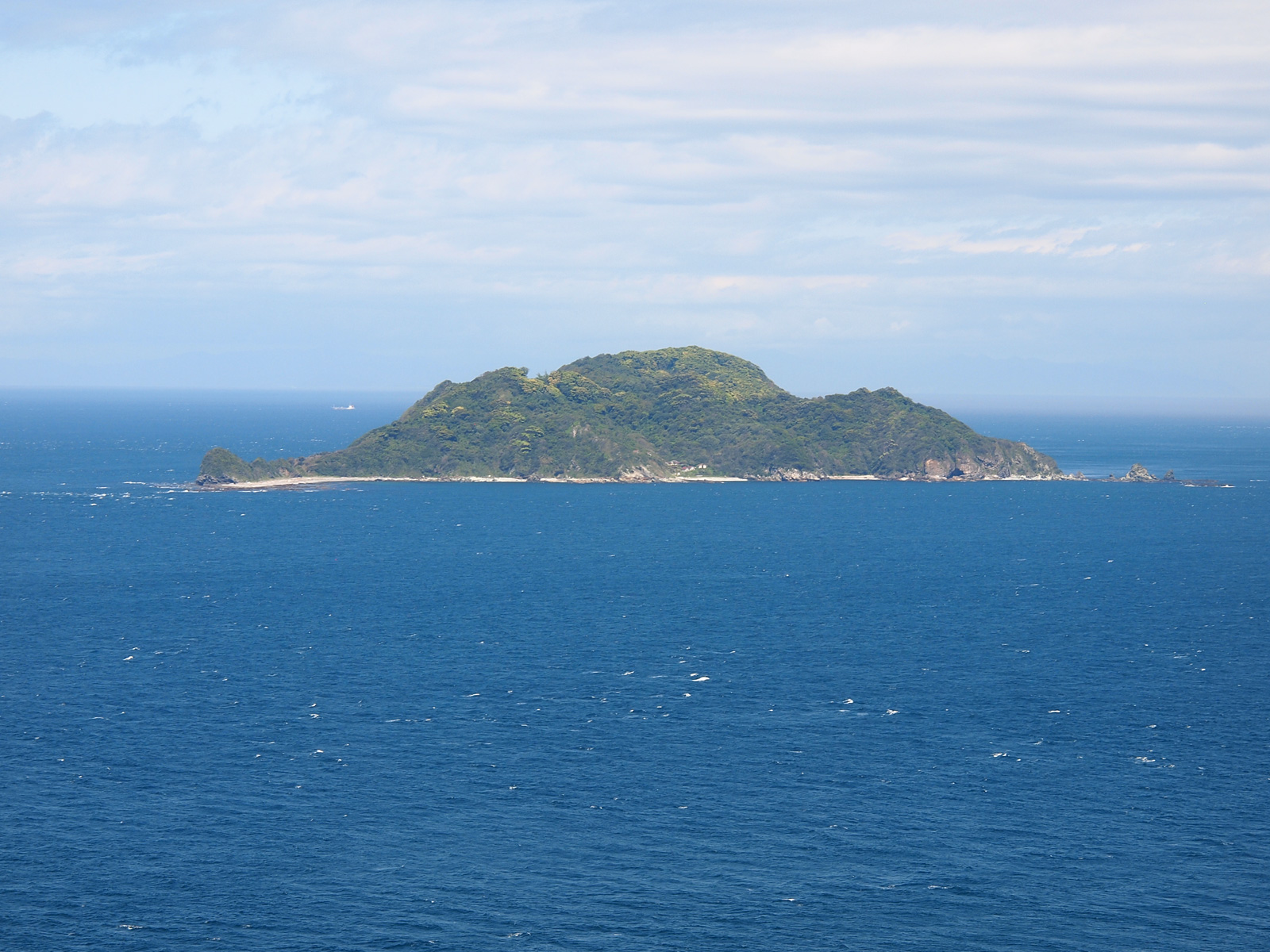
高島
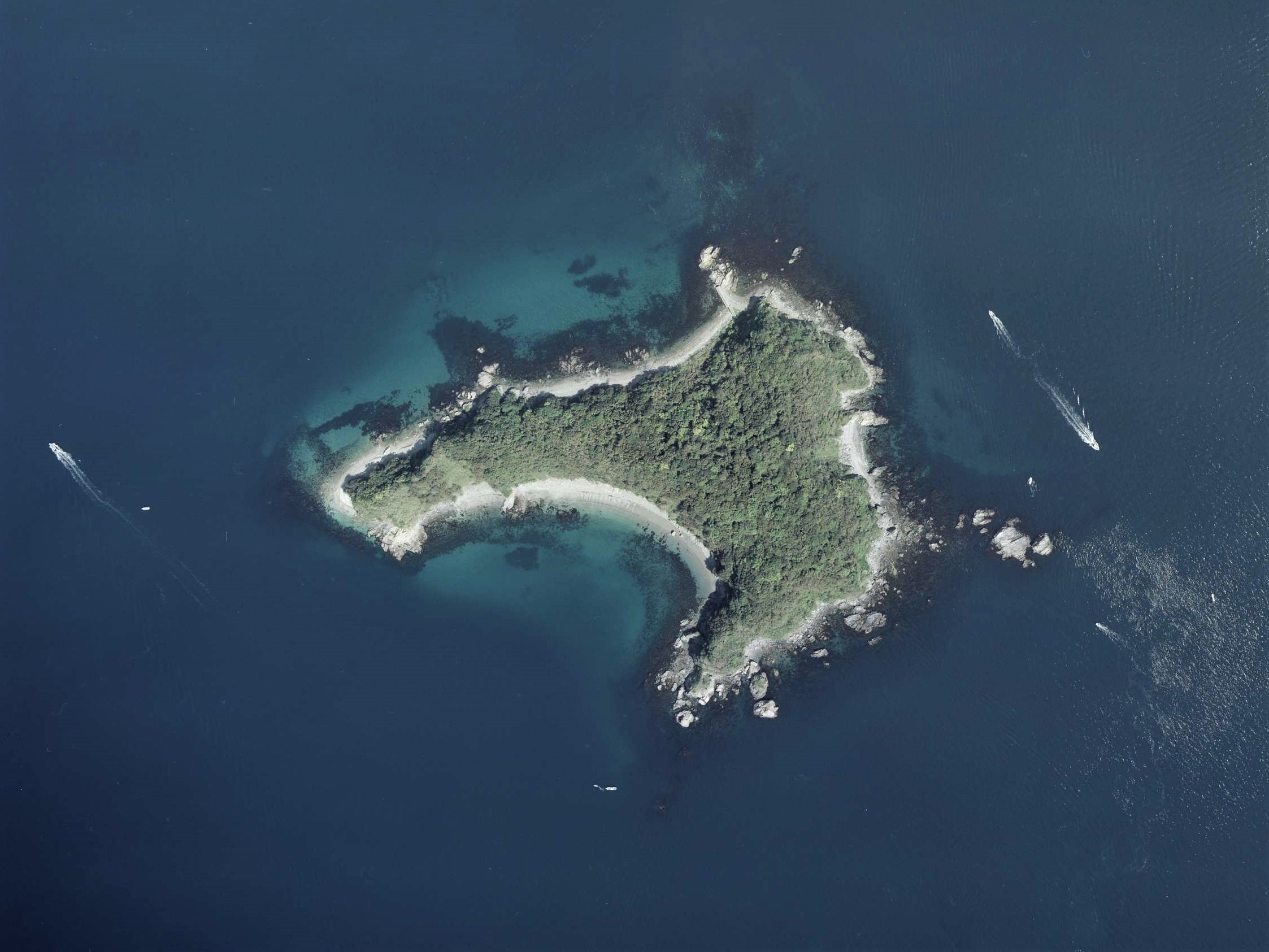
蔦島
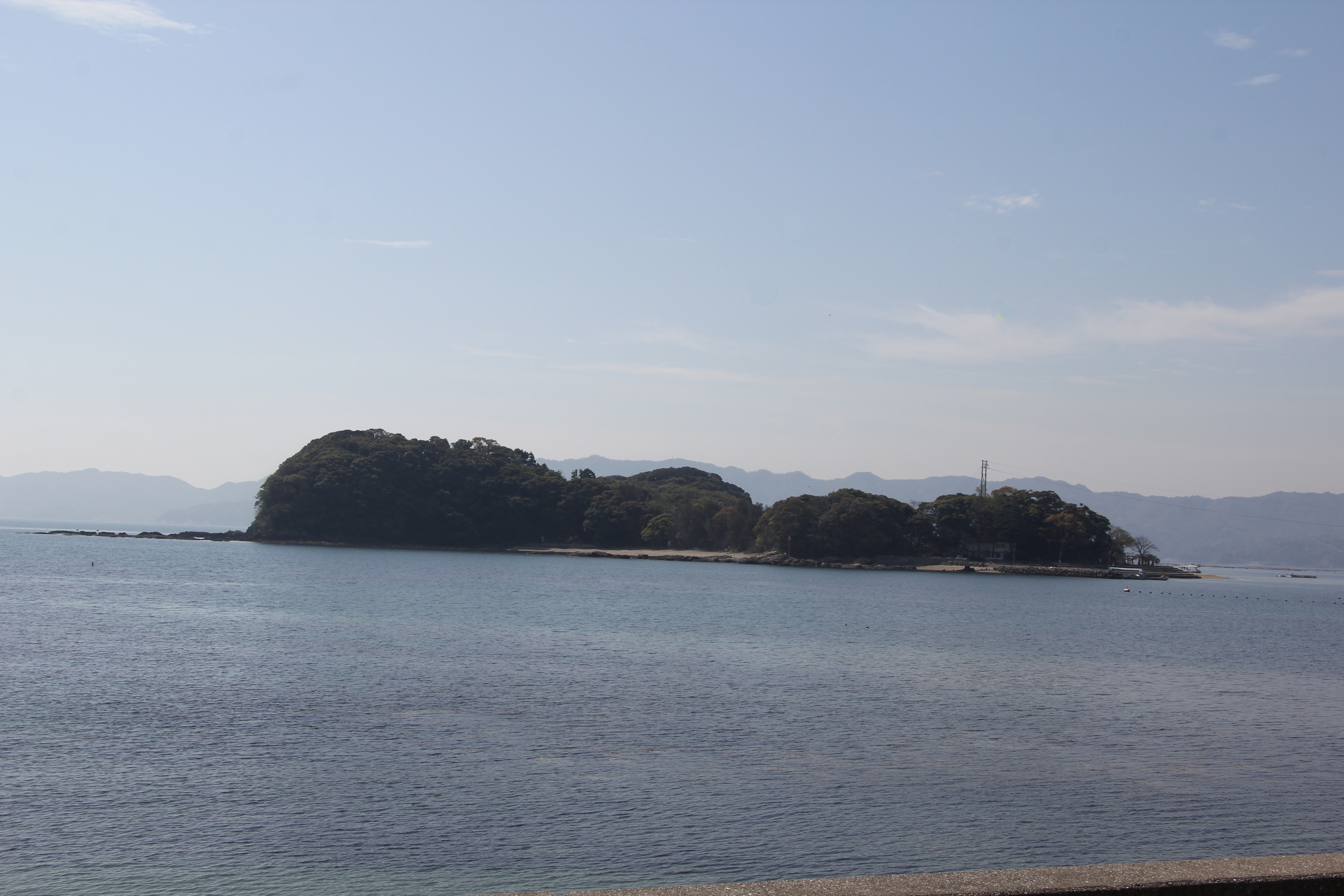
黒島（臼杵市）
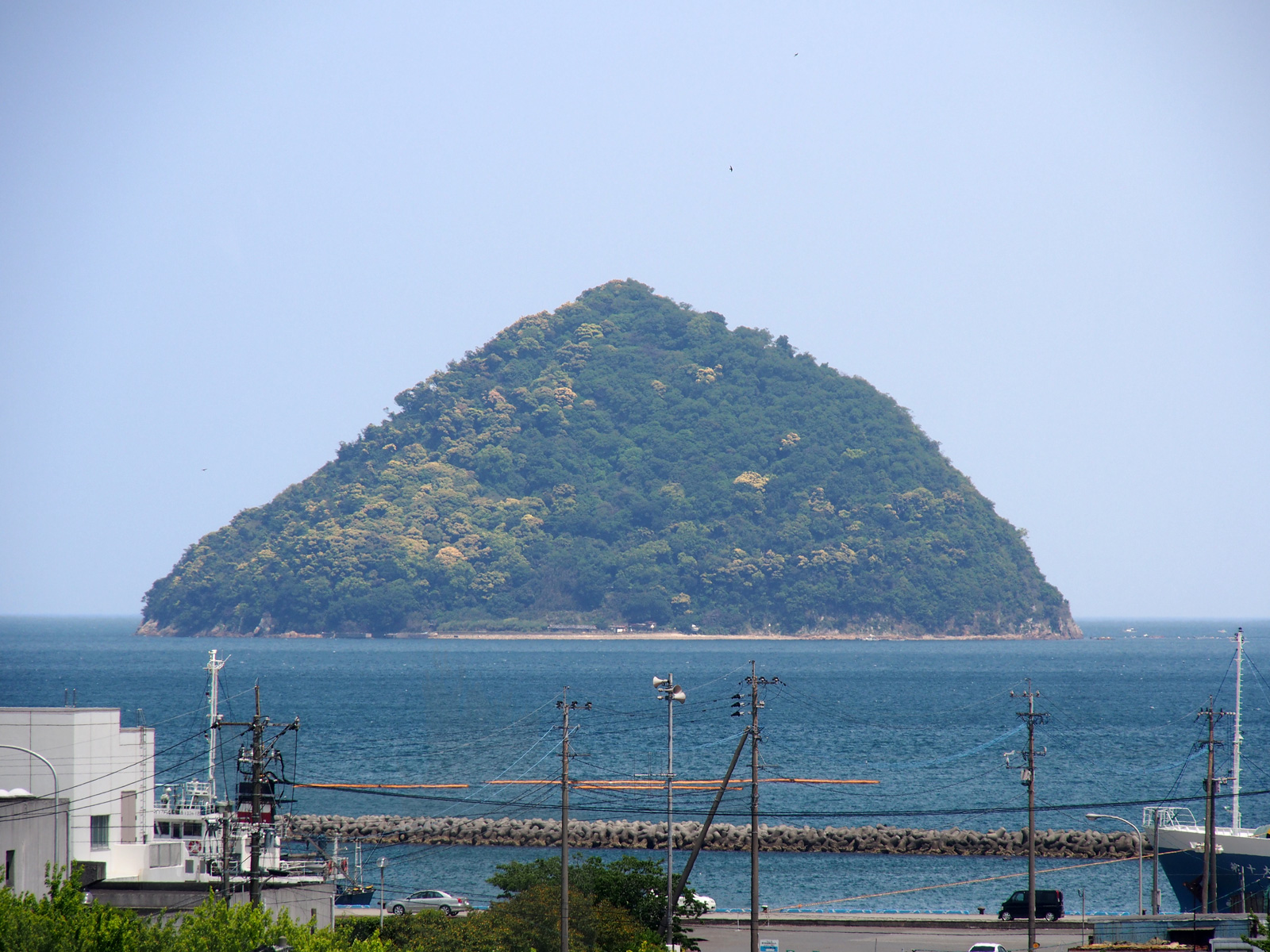
津久見島
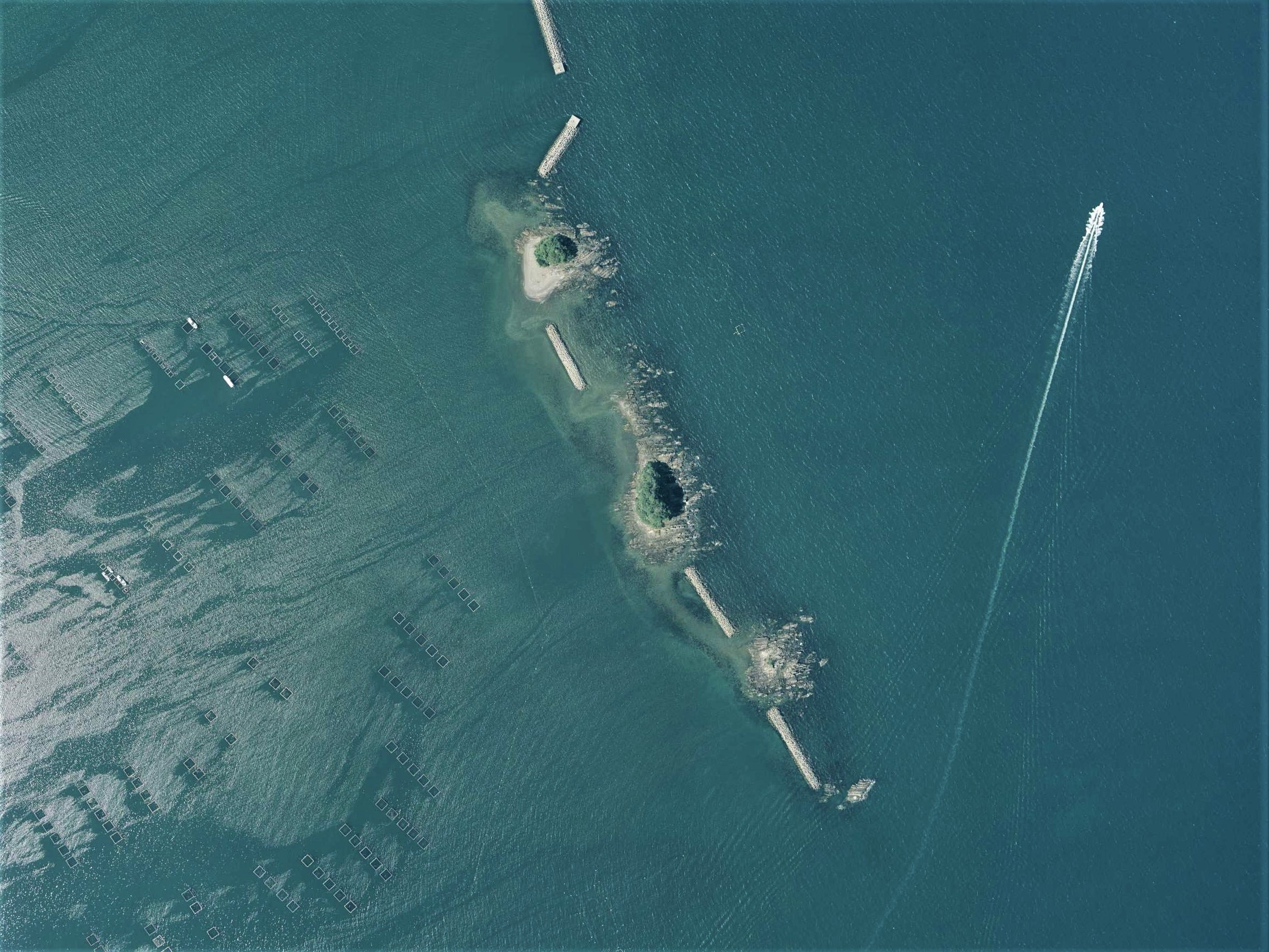
三ッ子島
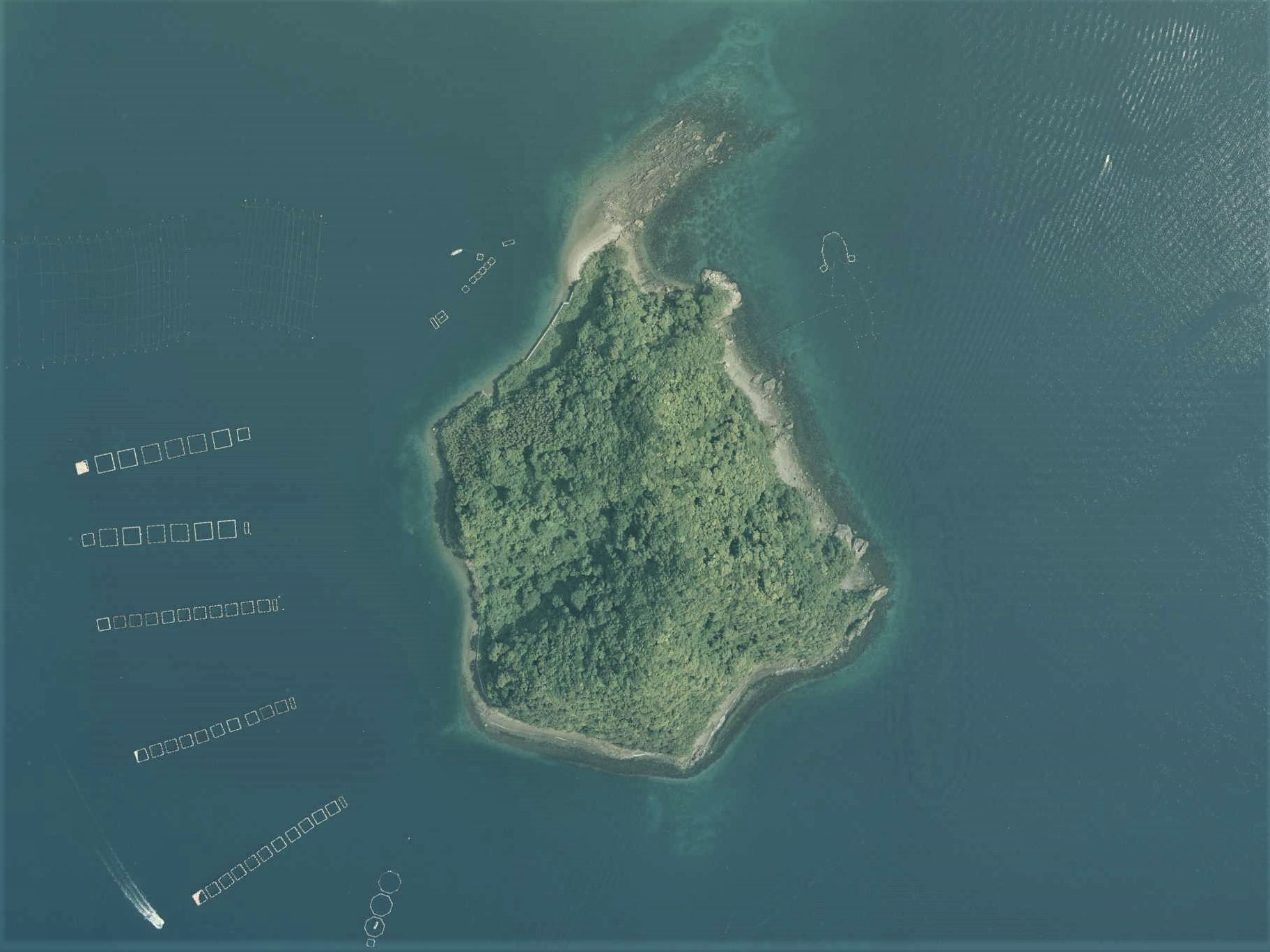
黒島（津久見市）
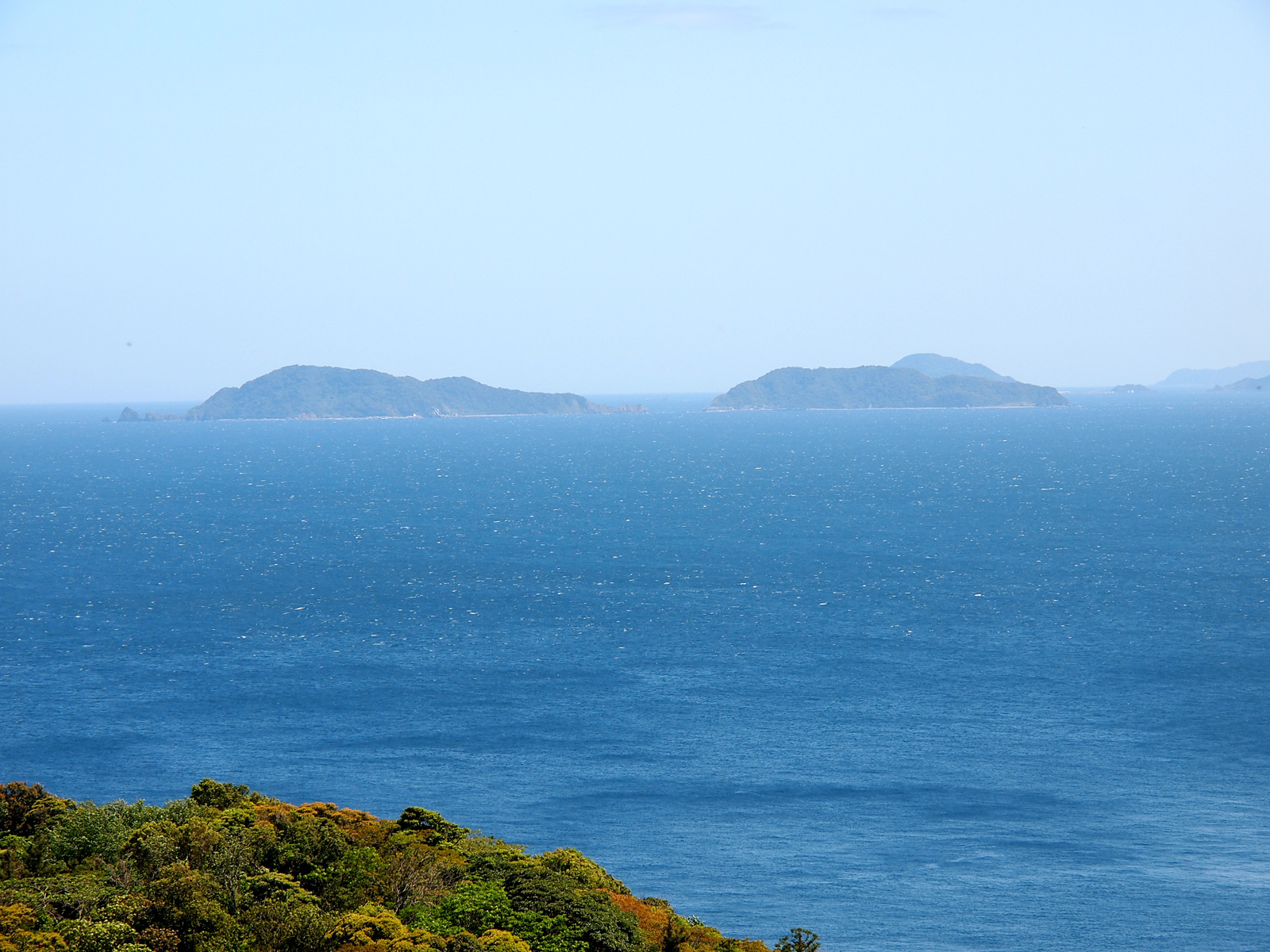
地無垢島（右）と沖無垢島（左）
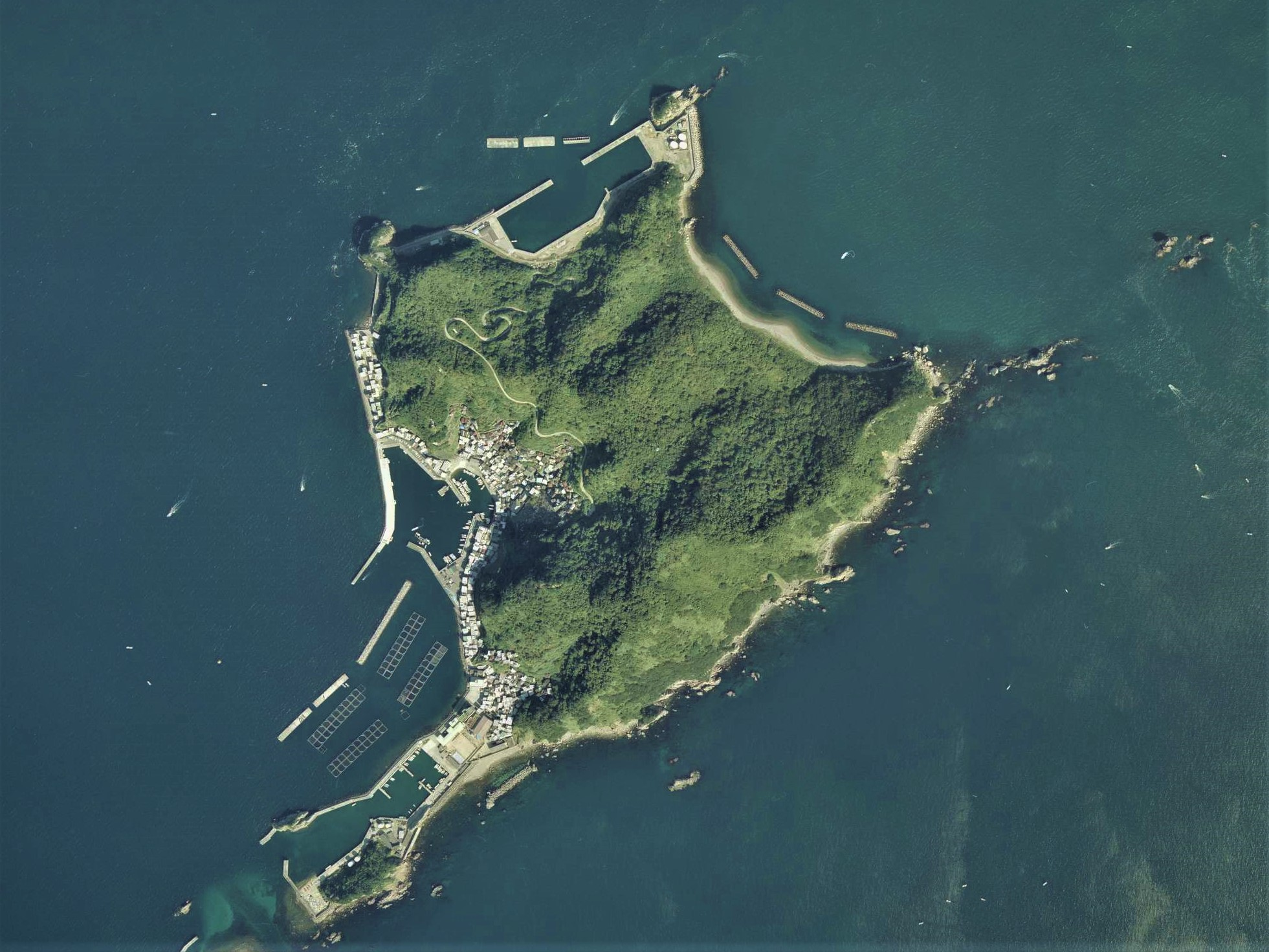
保戸島
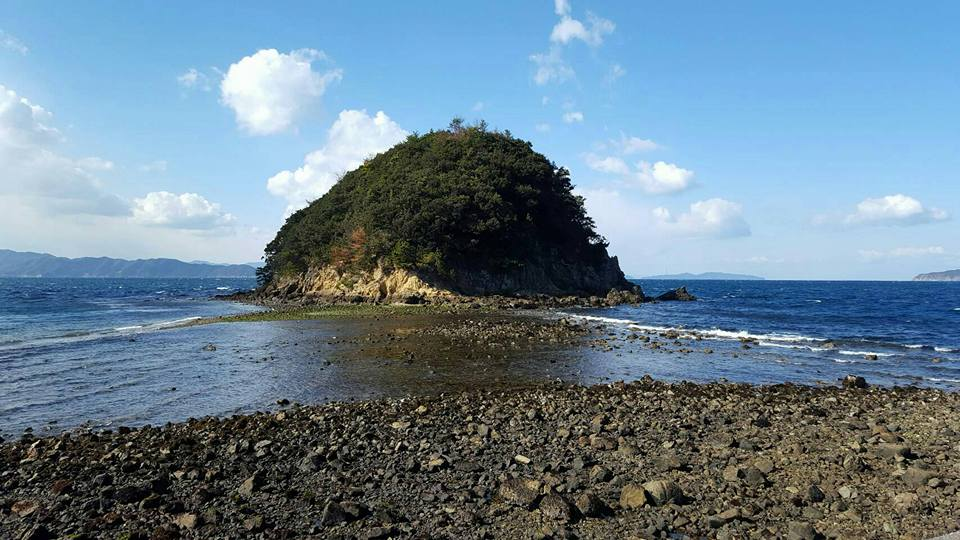
網代島
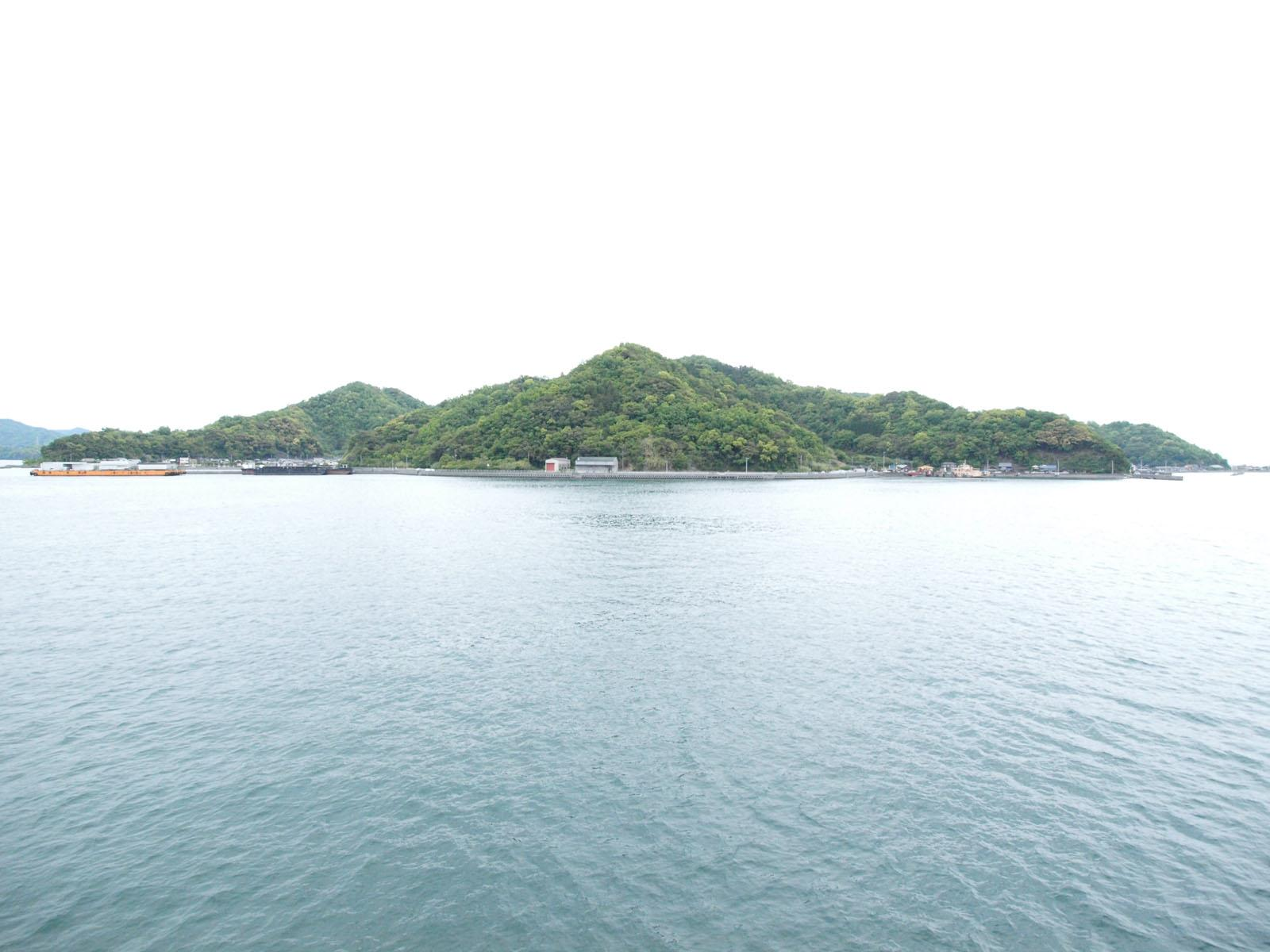
大入島
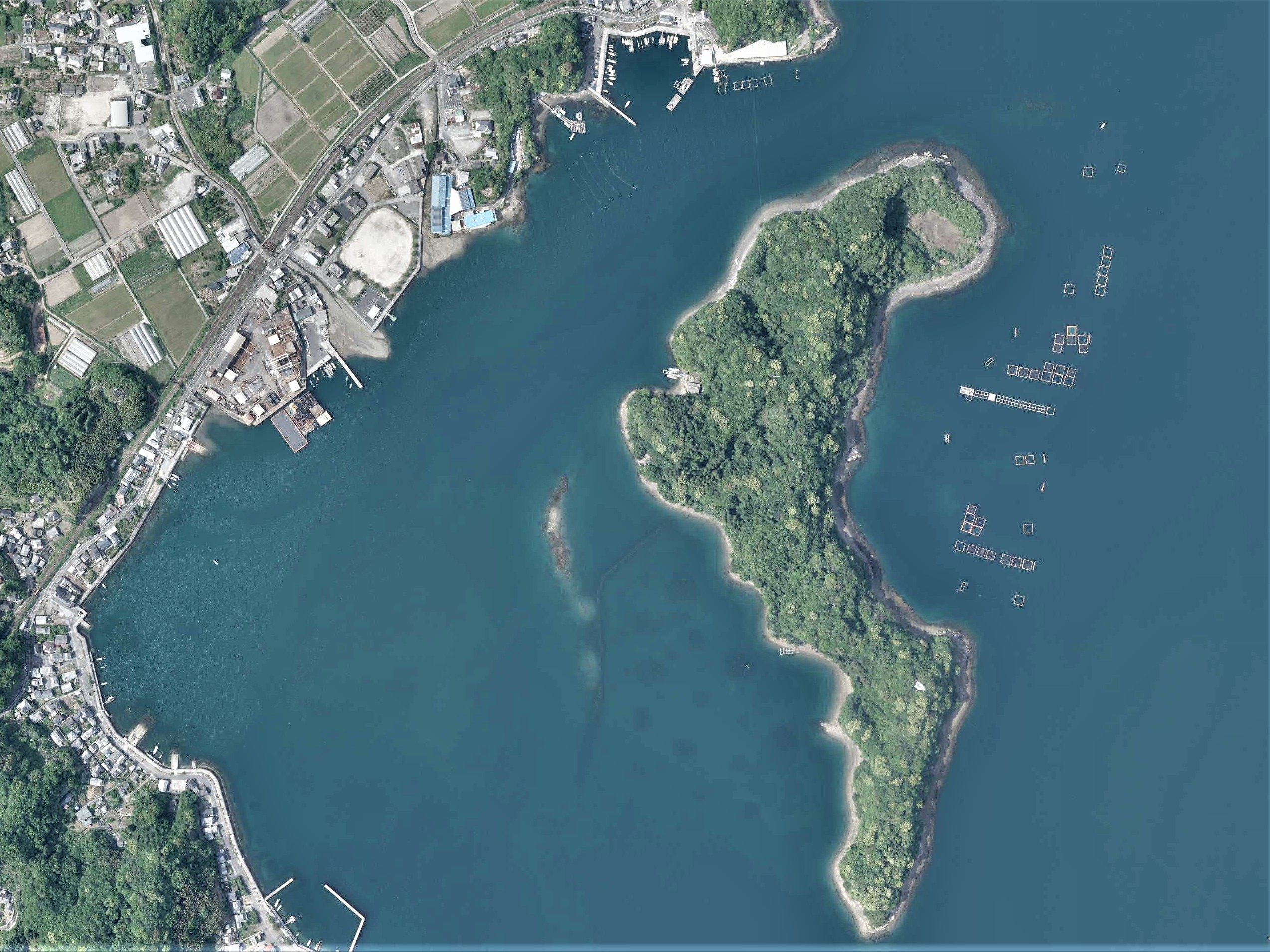
彦島
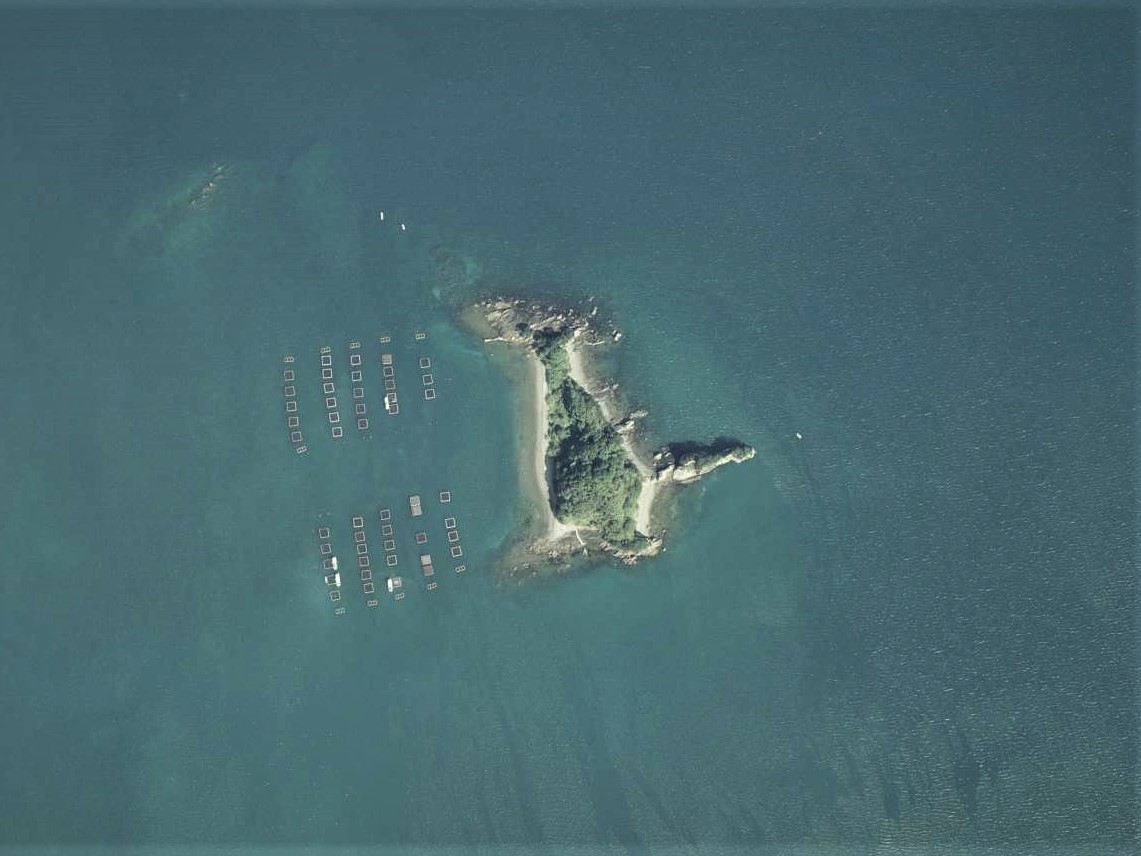
片白島
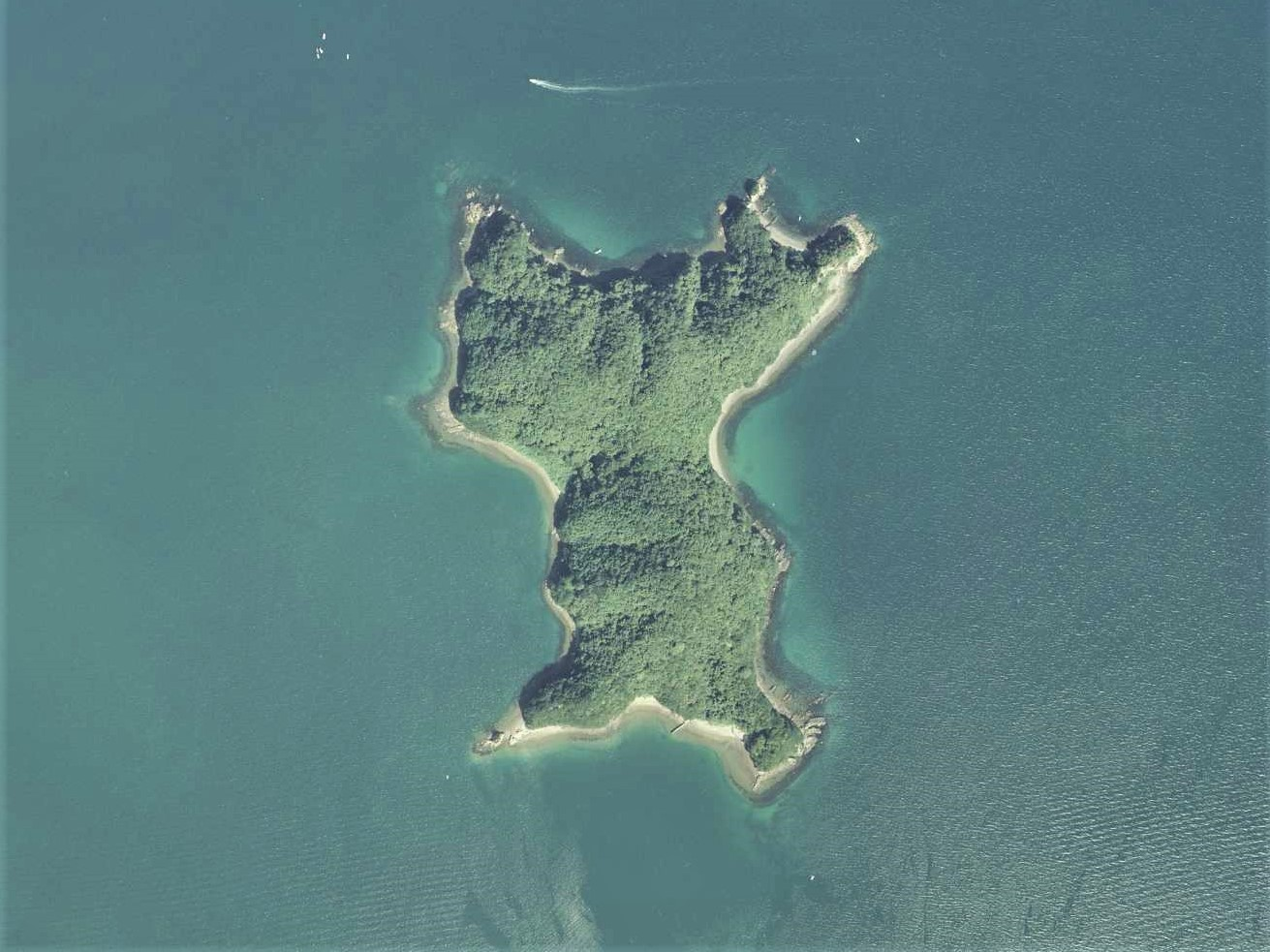
八島
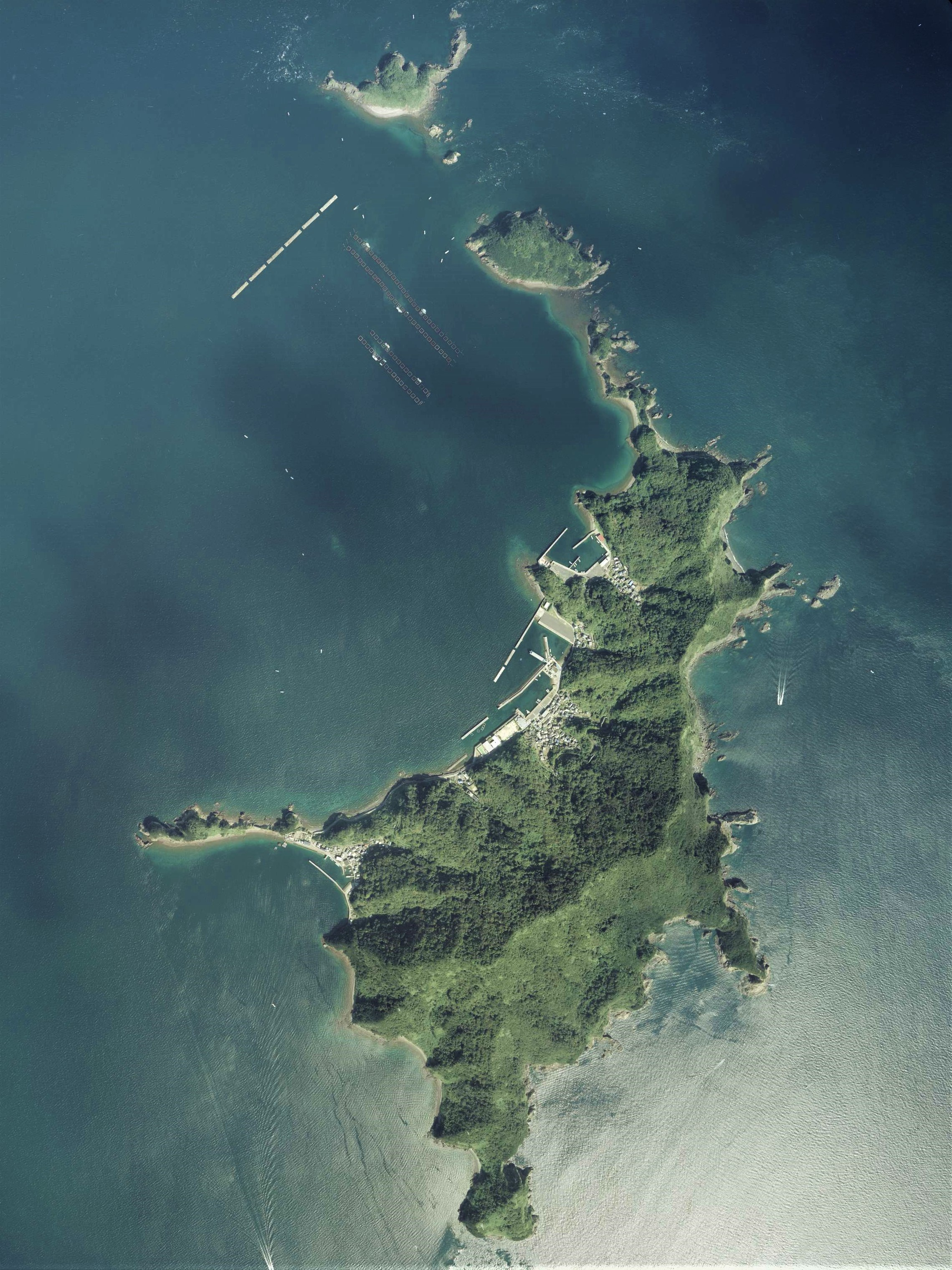
大島
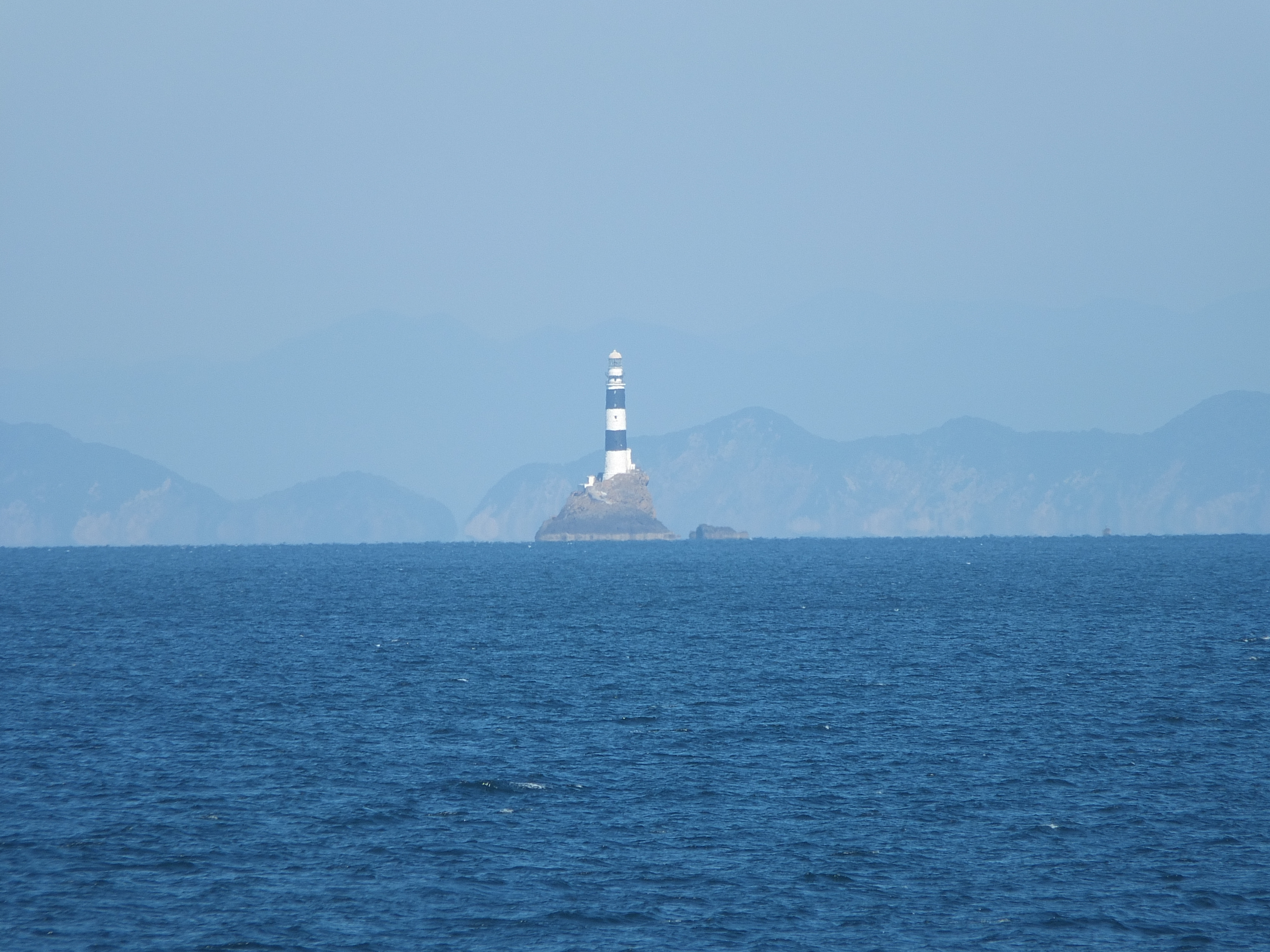
水ノ子島
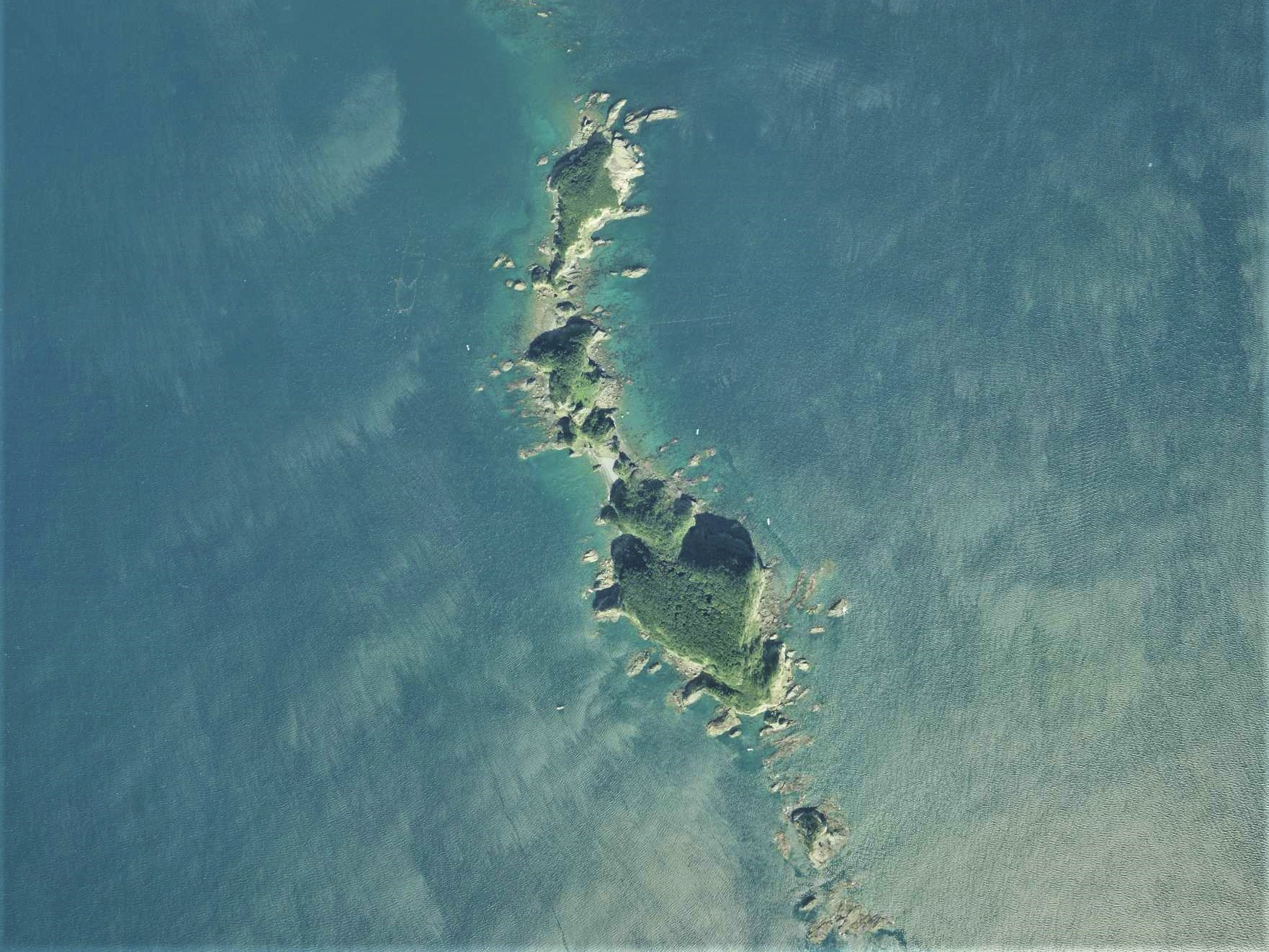
横島
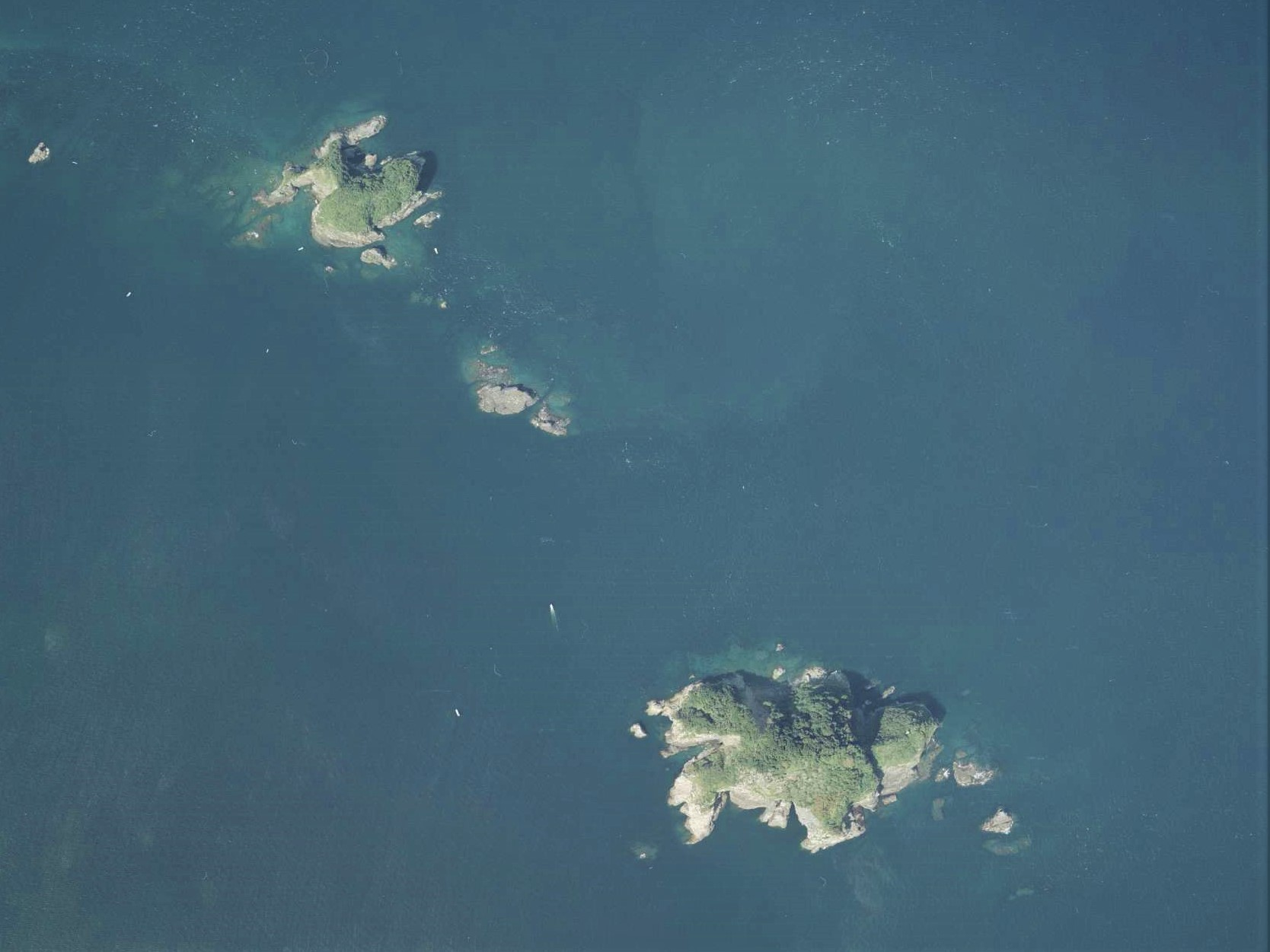
地黒島（左上）と沖黒島（右下）
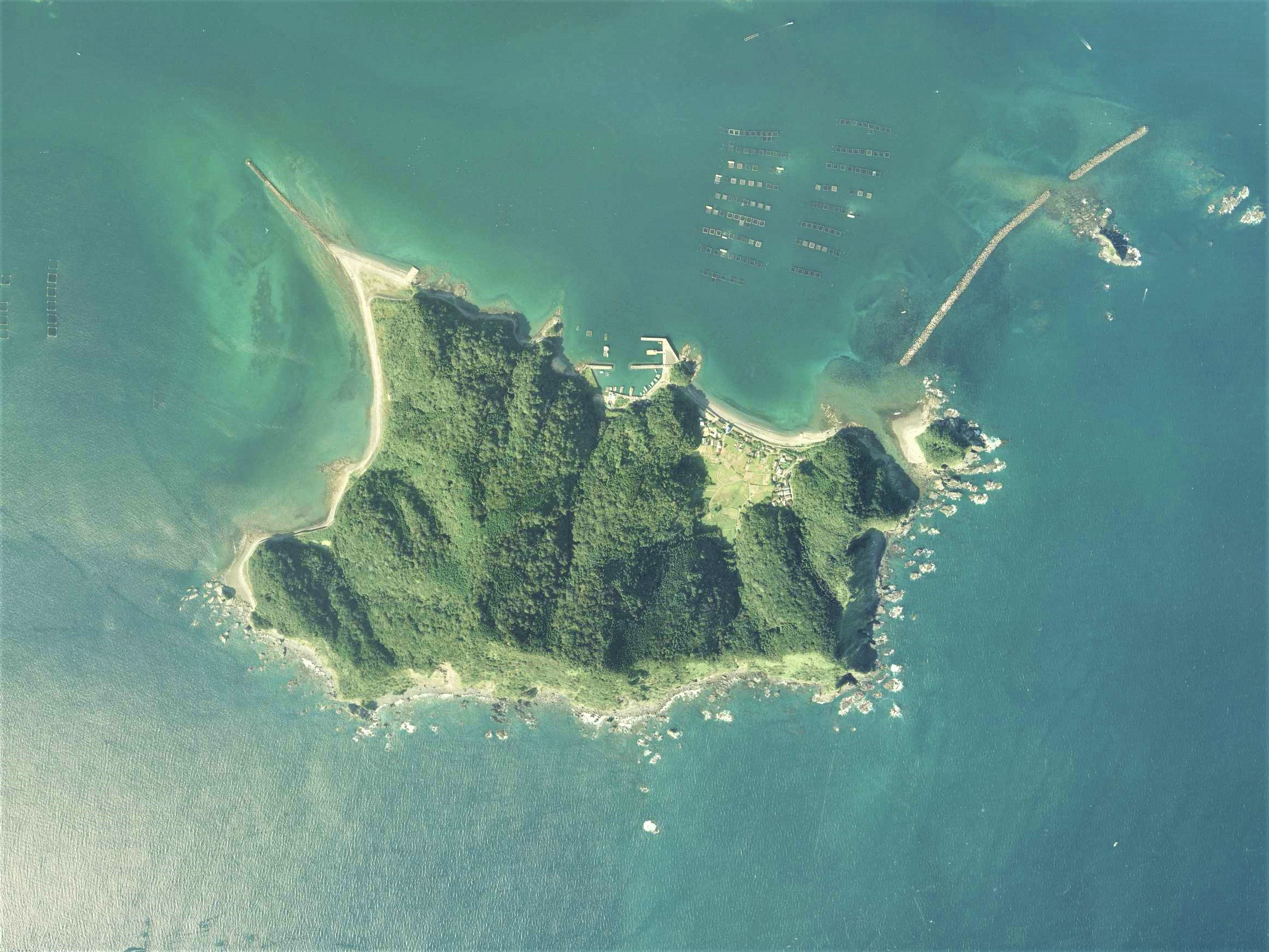
屋形島
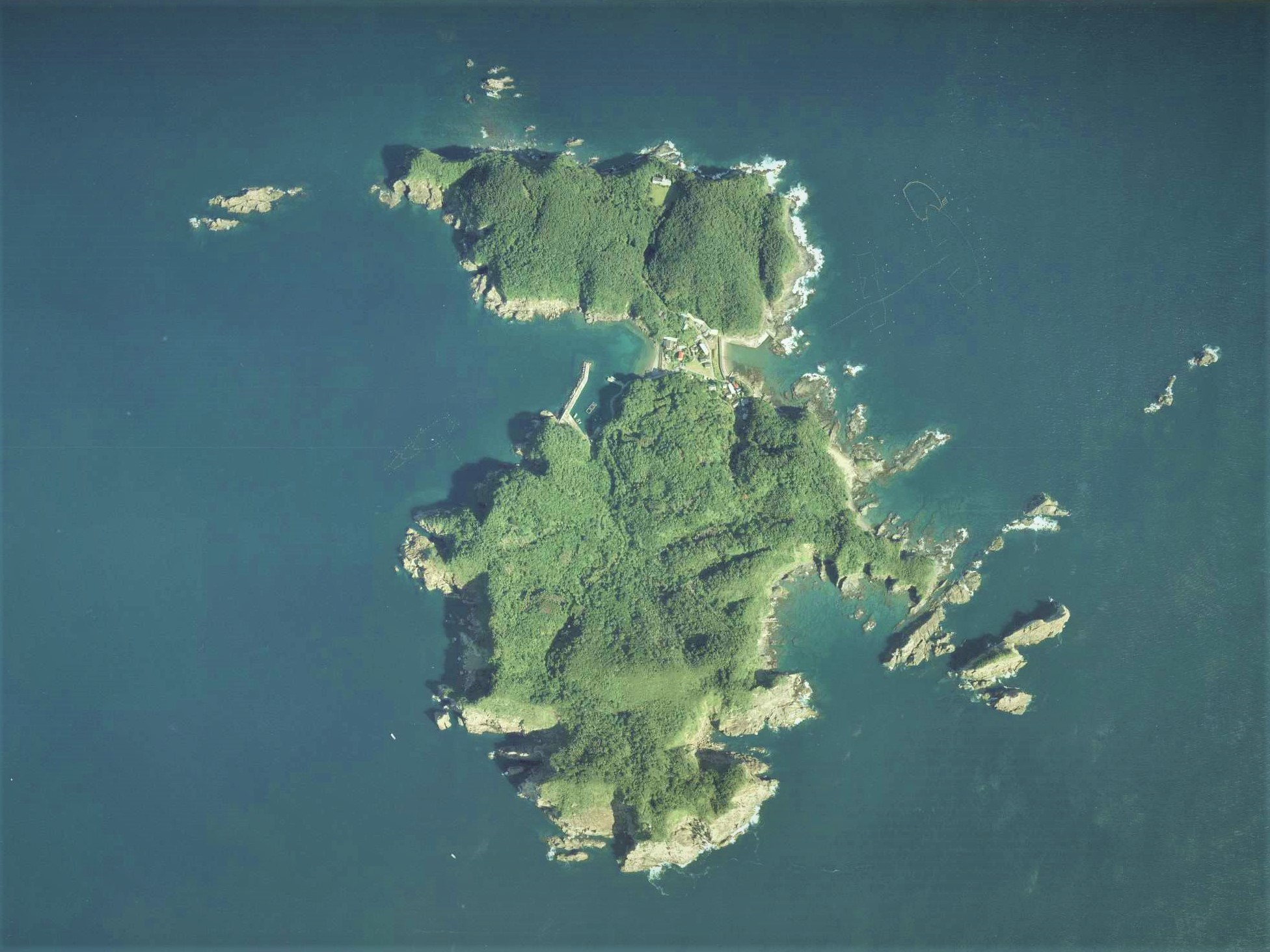
深島